# Edmond Ginoux de la Coche
Pour les articles homonymes, voir Ginoux et Coche.
Edmond Ginoux de la Coche (Annecy, 28 juin 1811 - Marseille, 27 juillet 1870) est un journaliste et aventurier français.

## Biographie
Il fait des études de droit et devient fonctionnaire. Il entre au journal d'opposition à la monarchie de Juillet le National et, en mai 1843, fait partie du voyage de l'Uranie transportant le gouverneur Armand Joseph Bruat en Océanie. Il n'a alors aucune mission officielle et souhaite uniquement s'installer au milieu des « sauvages pour mieux les étudier ».
Parti de Toulon, il fait escale à Valparaiso et arrive à Nuku Hiva aux Marquises le 14 octobre 1843 puis à Papeete en novembre. 
Le 5 mai 1844, il fait paraître un journal L'Océanie française qui est interdit dès l'année suivante après soixante numéros (22 juin 1845). En septembre 1845, il rembarque sur l'Uranie et revient en France en avril 1846. Il soumet alors à François Guizot, ministre des Affaires étrangères, un important mémoire sur l'Océanie, lequel lui fait obtenir en 1847, une mission officielle dans le Pacifique dont le but et d'étudier la situation des missions et d'y observer le commerce et la navigation. 6 000 F par an lui est accordé ainsi que le passage gratuit sur les bâtiments de l’État. 
Parti de Bordeaux en septembre 1847 sur le Gange, il rencontre à Valparaiso l'amiral Louis Legoarant de Tromelin, chef de la station navale du Pacifique, qui ne lui accord aucune confiance. En septembre 1848, il est à Tahiti où, huit jours plus tard le gouverneur Charles-François Lavaud, le fait expulser pour « conduite contraire au bon ordre et à la tranquillité de la colonie ». Quittant l'île le 2 octobre, il adresse de Valparaiso des libelles et des lettres de protestation destinées aux journaux parisiens et aux bureaux de la Marine. 
Le gouvernement met alors fin à sa mission et le rappelle en septembre 1849. Par Lima, La Havane et New York, périple ponctué de diverses déboires, il regagne alors la France. 
Si l'on peut s'interroger sur le fait qu'un aventurier mégalomane ait pu convaincre Guizot et son gouvernement à lui confier une mission, Ginoux de la Coche, a le mérite d'avoir ramené des collections océaniennes qui sont conservées au musée de la Castre.

## Œuvres
- Éléonore Gordon, biographie, 1838
- Iles Marquises, 1842-1846, Tahiti, 1836-1846. Histoire des événements politiques, 1846[3]